# Buen-comportamiento
Buen comportamiento (well-behaved) En matemáticas (y ciencias afines), es frecuente hablar de si un objeto matemático - una función, un conjunto, un cuerpo un espacio de un tipo u otro - tiene un «buen comportamiento» o no. El término no tiene definición formal fija, y depende de los intereses matemáticos, la moda, y el gusto. Para garantizar que un objeto tenga un "buen comportamiento" los matemáticos introducen más axiomas para delimitar el ámbito de estudio. Esto tiene la ventaja de hacer el análisis más fácil, pero disminuye en la generalidad de las conclusiones alcanzadas. Conceptos como la geometría no euclidiana, alguna vez fueron considerados de mal comportamiento, pero ahora es común que sean objetos de estudio.
Tanto en matemáticas puras como en matemáticas aplicadas (optimización, integración numérica, o física matemática por ejemplo), "buen comportamiento" quiere decir también que no se está violando ninguna premisa necesaria para la aplicación satisfactoria de cualquiera que sea el análisis que esté en discusión. El caso opuesto normalmente es llamado patológico. No es raro encontrar situaciones en las que la mayoría de los casos (en términos de cardinalidad) sean patológicos, pero esos casos anómalos no se plantean en la práctica a menos que sean deliberadamente construidos.
A pesar de la siguiente lista, en la práctica «se comportó bien» casi siempre se utiliza en un sentido absoluto.
Usualmente:
- En el Álgebra y Análisis matemático:
  - Funciones continuas se comportaron mejor que funciones Riemann-integrables en conjuntos compactos.
  - Funciones Riemann-integrables se comportaron mejor que funciones Lebesgue-integrables.
  - Funciones Lebesgue-integrables se comportaron mejor que las funciones generales.
  - Funciones diferenciables que mejor se comportaron en general fueron funciones continuas. Cuanto mayor sea el número de veces que la función puede ser diferenciada, más bien se comportó.
  - Funciones continuas se comportan mejor que funciones discontinuas en topología.
  - Funciones analíticas se comportaron mejor que buenas funciones en general.
  - Buenas funciones se comportaron mejor que las funciones diferenciables en general.

- El espacio euclidiano se comportó mejor que los no-geometría euclidiana.
- Atractivos puntos fijos son más repulsivo que se comportaron puntos fijos.
- Los campos se comportaron mejor que sesgar campos.
- Topologías Hausdorff se comportaron mejor que las de la topología general arbitraria.
- Extensiones de terreno son separables mejor comportamiento que no son separables.
- Borel, se establece que mejor se comportó arbitraria series de números reales.
- Espacios con dimensión entero se comportaron mejor que los espacios con dimensión fractal.
- Finito-dimensionales son espacios vectoriales se comportaron mejor que las infinitas dimensiones.

- Datos: Q1108649